# アマガイ
アマガイ（蜑貝）、学名 Nerita japonica は、アマオブネガイ目アマオブネガイ科に分類される巻貝の一種。本州南部・四国・九州・朝鮮半島南部の海岸の岩礁や岩礫地などに見られる半球形の巻貝である。
Nerita 属を更に細分化した分類ではHeminerita 亜属に分類され、これを属として学名 Heminerita japonica とした文献もある。またアマオブネガイ科の海産種には、和名に「○○アマガイ」とつけられたものが多い。但しシラタマアマガイ、アマガイモドキ、シンカイフネアマガイ等は和名に「アマガイ」が含まれるが、科のレベルで分類が異なる。

## 特徴
成貝は殻径・殻高とも10-20mmほど。貝殻は半球形で堅い。他のアマオブネガイ科貝類と同様に体層（巻きの一番下）が大きく発達している。螺塔は4階あるが小さく、斜め上に低く突き出る。
殻表は光沢がなく、弱い螺肋や成長線があるものからほとんど平滑なものまで変異がある。地色は黒色で、黄白色-橙色の三角斑や稲妻状の縦線が入るが、個体変異に富み様々な模様が見られる。老成個体では殻表が磨耗し一様な黄灰色-灰褐色になってしまったものもいる。殻口はD字形で、その周囲には黄色の滑層が広がる。蓋は石灰質で、外側に小さな顆粒が密布する。
アマオブネ Nerita albicilla に似るが、アマオブネは本種より大形になること、螺塔が突き出ないこと、殻口内唇の滑層が厚く発達して顆粒や歯が並ぶこと、潮間帯下部に生息し帯状分布が低いこと等で区別できる。

### 生態
本州南部・四国・九州・朝鮮半島南部、および周辺の島に分布する温帯種である。アマオブネガイ科としては分布域が狭く、南西諸島以南の熱帯海域には近縁種が多く分布しているが、本種は分布しない。タイプ産地は長崎の出島である。
海岸の潮間帯上部に生息し、外洋・内湾を問わず岩礁、岩礫地、コンクリート人工物などに見られるが、内湾の方が個体数が多い。塩分濃度が低い汽水域の干潟にも見られるが、淡水に直接晒される川の本流や澪筋等にはいない。同所的にはアオガイ、スガイ、イシダタミ、タマキビ等が見られ、分布域内ではこれらの貝と共に一般的な巻貝の一つとなっている。岩石に付着し、潮が引いた海岸では岩の隙間や転石下に隠れることが多いが、乾燥にもある程度は耐えられる。
繁殖期は晩春から夏で、メスは交尾（交接）後に転石下等に卵嚢を産みつける。卵嚢は直径3mmほどの円盤形で白色をしている。本種は直達発生で、卵嚢からは幼生ではなく幼貝が這い出てくる。寿命は3年である。